# Brezovica (district de Sabinov)
Pour les articles homonymes, voir Brezovica.
Brezovica (allemand : Bersewitz , hongrois : Berzevicze) est un village de Slovaquie situé dans la région de Prešov.

## Histoire
Première mention écrite du village en 1317.

## Démographie

### Évolution de la population
| Année:               | 1994. | 2004.   | 2014.   | 2024.   |
| -------------------- | ----- | ------- | ------- | ------- |
| Nombre de personnes: | 1675  | 1687    | 1710    | 1684    |
| Différence:          |       | +0,71 % | +1,36 % | -1,52 % |

| Année:               | 2023. | 2024. |
| -------------------- | ----- | ----- |
| Nombre de personnes: | 1684  | 1684  |
| Différence:          |       | +0 %  |